# Tuulusjärvi
Tuulusjärvi är en sjö i Finland. Den ligger i kommunen Sodankylä i landskapet Lappland, i den norra delen av landet, 800 km norr om huvudstaden Helsingfors. Tuulusjärvi ligger 194,5 meter över havet. Arean är 39,9 hektar och strandlinjen är 3,52 kilometer lång. Sjön  ingår i Kemi älvs huvudavrinningsområde. 